# National Software Testing Laboratories
National Software Testing Laboratories, ou NSTL, est une entreprise américaine fondée en 1983, spécialisée dans le test de matériel informatique et de logiciel.
L'entreprise fournit des certifications (comme WHQL et la certification Microsoft Windows Mobile), de l'assurance qualité, et des tests de performances. NSTL est la seule organisation habilitée à effectuer des tests pour la plate-forme QUALCOMM TRUE BREW.
La société a été rachetée en Septembre 2007 par le groupe anglais Intertek. Ses principaux concurrents sont les sociétés Bureau Veritas, Cotecna et Société générale de surveillance (SGS).